# Pokvarjeni izlet
Pokvarjeni izlet (angleško The Lost Weekend) je ameriški dramski film iz leta 1945, ki ga je režiral Billy Wilder. Produciral ga je Charles Brackett in skupaj z Wilderjem zanj tudi napisal scenarij, ki temelji na romanu The Lost Weekend Charlesa R. Jacksona iz leta 1944. V glavnih vlogah nastopata Ray Milland in Jane Wyman. Zgodba govori o pisatelju Donu Birnamu (Milland), ki ima težave z alkoholizmom, Wymanova igra njegovo dekle Helen. 
Film je bil premierno prikazan 29. novembra 1945 in je naletel na dobre ocene kritikov. Na 18. podelitvi je bil nominiran za oskarja v sedmih kategorijah, nagrajen je bil za najboljši film, režijo, igralca (Milland) in prirejeni scenarij. Prejel je tudi zlato palmo na Filmskem festivalu v Cannesu, ki si jo je tisto leto delilo enajst filmov. Bil je prvi film, nagrajen z oskarjem za najboljši film in zlato palmo, kasneje je to uspelo še filmoma Marty (1955) in Parazit (2019). Prejel je tudi zlati globus za najboljši dramski film, režijo in igralca (Milland). Leta 2011 ga je ameriška Kongresna knjižnica izbrala za ohranitev v okviru Narodnega filmskega registra zavoljo njegove »kulturne, zgodovinske ali estetske vrednosti«.

## Vloge
- Ray Milland kot Don Birnam
- Jane Wyman kot Helen St. James
- Phillip Terry kot Wick Birnam
- Howard Da Silva kot Nat
- Doris Dowling kot Gloria
- Frank Faylen kot »Bim« Nolan
- Mary Young kot ga. Deveridge
- Anita Bolster kot ga. Foley
- Lilian Fontaine kot ga. St. James
- Frank Orth kot oskrbnik v operi
- Lewis Russell kot g. St. James
- Harry Tenbrook kot pijanec